# Hopman Cup 1997
Der Hopman Cup 1997 war die 9. Ausgabe des Tennisturniers im australischen Perth. Er wurde vom 29. Dezember 1996 bis zum 4. Januar 1997 ausgetragen.
Im Finale gewann das ungesetzte Team in Person von Chanda Rubin und Justin Gimelstob aus den Vereinigten Staaten mit 2:1 gegen das an Position drei gesetzte Team Amanda Coetzer und Wayne Ferreira aus Südafrika.

## Teilnehmer und Gruppeneinteilung
| Nation               | Teilnehmer                            |
| -------------------- | ------------------------------------- |
| (1) Kroatien         | Iva Majoli und Goran Ivanišević       |
| (4) Frankreich       | Mary Pierce und Guy Forget            |
| 0 Australien         | Nicole Bradtke und Mark Philippoussis |
| 0 Vereinigte Staaten | Chanda Rubin und Justin Gimelstob     |

| Nation        | Teilnehmer                        |
| ------------- | --------------------------------- |
| (2) Schweiz   | Martina Hingis und Marc Rosset    |
| (3) Südafrika | Amanda Coetzer und Wayne Ferreira |
| 0 Rumänien    | Irina Spîrlea und Adrian Voinea   |
| 0 Deutschland | Petra Begerow und Bernd Karbacher |

## Spielplan
| Pos. | Land               | Gewonnen | Verloren | Spiele | Sätze |
| ---- | ------------------ | -------- | -------- | ------ | ----- |
| 1    | Vereinigte Staaten | 3        | 0        | 6:3    | 15:9  |
| 2    | Kroatien           | 2        | 1        | 6:3    | 10:7  |
| 3    | Australien         | 1        | 2        | 4:5    | 9:10  |
| 4    | Frankreich         | 0        | 3        | 2:7    | 5:11  |

| Pos. | Land        | Gewonnen | Verloren | Spiele | Sätze |
| ---- | ----------- | -------- | -------- | ------ | ----- |
| 1    | Südafrika   | 3        | 0        | 7:2    | 11:5  |
| 2    | Schweiz     | 2        | 1        | 6:3    | 12:1  |
| 3    | Rumänien    | 1        | 2        | 5:4    | 10:10 |
| 4    | Deutschland | 0        | 3        | 4:5    | 1:18  |

| Abschnitt | Datum          | Team 1             | Team 2      | Ergebnis |
| --------- | -------------- | ------------------ | ----------- | -------- |
| Vorrunde  |                | Kroatien           | Australien  | 2:1      |
| Vorrunde  |                | Vereinigte Staaten | Frankreich  | 2:1      |
| Vorrunde  |                | Schweiz            | Rumänien    | 2:1      |
| Vorrunde  |                | Südafrika          | Deutschland | 3:0      |
| Vorrunde  |                | Australien         | Frankreich  | 2:1      |
| Vorrunde  |                | Vereinigte Staaten | Kroatien    | 2:1      |
| Vorrunde  |                | Südafrika          | Schweiz     | 2:1      |
| Vorrunde  |                | Rumänien           | Deutschland | 3:0      |
| Vorrunde  |                | Vereinigte Staaten | Australien  | 2:1      |
| Vorrunde  |                | Kroatien           | Frankreich  | 3:0      |
| Vorrunde  |                | Südafrika          | Rumänien    | 2:1      |
| Vorrunde  |                | Schweiz            | Deutschland | 3:0      |
| Finale    | 4. Januar 1997 | Vereinigte Staaten | Südafrika   | 2:1      |

## Ergebnisse
| Datum          | Team 1             | Team 2      | Ergebnis | Spiel                  | Spieler 1              | Spieler 2         | Resultat       |
| -------------- | ------------------ | ----------- | -------- | ---------------------- | ---------------------- | ----------------- | -------------- |
|                | Kroatien           | Australien  | 2:1      | Dameneinzel            | Iva Majoli             | Nicole Bradtke    | 6:4, 6:3       |
| Herreneinzel   | Kroatien           | Australien  | 2:1      | Goran Ivanišević       | Mark Philippoussis     | 2:6, 3:6          |                |
| Mixed          | Kroatien           | Australien  | 2:1      | Majoli, Ivanišević     | Bradtke, Philippoussis | 7:5, 7:5          |                |
|                | Vereinigte Staaten | Frankreich  | 2:1      | Dameneinzel            | Chanda Rubin           | Mary Pierce       | 6:4, 6:1       |
| Herreneinzel   | Vereinigte Staaten | Frankreich  | 2:1      | Justin Gimelstob       | Guy Forget             | 6:2, 3:6, 3:6     |                |
| Mixed          | Vereinigte Staaten | Frankreich  | 2:1      | Rubin, Gimelstob       | Pierce, Forget         | 3:6, 6:3, 6:2     |                |
|                | Schweiz            | Rumänien    | 2:1      | Dameneinzel            | Martina Hingis         | Irina Spîrlea     | 7:5, 6:S2      |
| Herreneinzel   | Schweiz            | Rumänien    | 2:1      | Marc Rosset            | Adrian Voinea          | w.o.              |                |
| Mixed          | Schweiz            | Rumänien    | 2:1      | Hingis, Rosset         | Spîrlea, Voinea        | 3:6, 7:5, 6:3     |                |
|                | Südafrika          | Deutschland | 3:0      | Dameneinzel            | Amanda Coetzer         | Petra Begerow     | 6:0, 7:5       |
| Herreneinzel   | Südafrika          | Deutschland | 3:0      | Wayne Ferreira         | Bernd Karbacher        | 6:4, 6:4          |                |
| Mixed          | Südafrika          | Deutschland | 3:0      | Coetzer, Ferreira      | Begerow, Karbacher     | 6:3, 6:4          |                |
|                | Australien         | Frankreich  | 2:1      | Dameneinzel            | Nicole Bradtke         | Mary Pierce       | 6:7, 1:6       |
| Herreneinzel   | Australien         | Frankreich  | 2:1      | Mark Philippoussis     | Guy Forget             | 7:61, 6:2         |                |
| Mixed          | Australien         | Frankreich  | 2:1      | Bradtke, Philippoussis | Pierce, Forget         | 7:67, 7:65        |                |
|                | Vereinigte Staaten | Kroatien    | 2:1      | Dameneinzel            | Chanda Rubin           | Iva Majoli        | 6:3. 3:6. 7:63 |
| Herreneinzel   | Vereinigte Staaten | Kroatien    | 2:1      | Justin Gimelstob       | Goran Ivanišević       | 64:7, 6:4, 5:7    |                |
| Mixed          | Vereinigte Staaten | Kroatien    | 2:1      | Rubin, Gimelstob       | Majoli, Ivanišević     | 3:6, 6:6, 7:67    |                |
|                | Südafrika          | Schweiz     | 2:1      | Dameneinzel            | Amanda Coetzer         | Martina Hingis    | 1:6, 2:6       |
| Herreneinzel   | Südafrika          | Schweiz     | 2:1      | Wayne Ferreira         | Marc Rosset            | 6:4, 6:4          |                |
| Mixed          | Südafrika          | Schweiz     | 2:1      | Coetzer, Ferreira      | Hingis, Rosset         | w.o.              |                |
|                | Rumänien           | Deutschland | 3:0      | Dameneinzel            | Irina Spîrlea          | Petra Begerow     | 6:1, 6:3       |
| Herreneinzel   | Rumänien           | Deutschland | 3:0      | Adrian Voinea          | Bernd Karbacher        | 2:6, 7:64, 6:2    |                |
| Mixed          | Rumänien           | Deutschland | 3:0      | Spîrlea, Voinea        | Begerow, Karbacher     | 6:1, 6:1          |                |
|                | Vereinigte Staaten | Australien  | 2:1      | Dameneinzel            | Chanda Rubin           | Nicole Bradtke    | 7:5, 6:0       |
| Herreneinzel   | Vereinigte Staaten | Australien  | 2:1      | Justin Gimelstob       | Mark Philippoussis     | 7:64 4:6, 7:65    |                |
| Mixed          | Vereinigte Staaten | Australien  | 2:1      | Rubin, Gimelstob       | Bradtke, Philippoussis | 3:6, 5:7          |                |
|                | Kroatien           | Frankreich  | 3:0      | Dameneinzel            | Iva Majoli             | Mary Pierce       | 6:3, 6:4       |
| Herreneinzel   | Kroatien           | Frankreich  | 3:0      | Goran Ivanišević       | Guy Forget             | w.o.              |                |
| Mixed          | Kroatien           | Frankreich  | 3:0      | Majoli, Ivanišević     | Pierce, Forget         | w.o.              |                |
|                | Südafrika          | Rumänien    | 2:1      | Dameneinzel            | Amanda Coetzer         | Irina Spîrlea     | 7:5, 4:6, 1:6  |
| Herreneinzel   | Südafrika          | Rumänien    | 2:1      | Wayne Ferreira         | Adrian Voinea          | 7:69, 7:64        |                |
| Mixed          | Südafrika          | Rumänien    | 2:1      | Coetzer, Ferreira      | Spîrlea, Voinea        | 4:6, 6:1, 6:4     |                |
|                | Schweiz            | Deutschland | 3:0      | Dameneinzel            | Martina Hingis         | Petra Begerow     | 6:1, 6:1       |
| Herreneinzel   | Schweiz            | Deutschland | 3:0      | Marc Rosset            | Bernd Karbacher        | 7:63, 7:65        |                |
| Mixed          | Schweiz            | Deutschland | 3:0      | Hingis, Rosset         | Begerow, Karbacher     | 7:5, 6:1          |                |
| 4. Januar 1997 | Vereinigte Staaten | Südafrika   | 2:1      | Dameneinzel            | Chanda Rubin           | Amanda Coetzer    | 7:5, 6:2       |
| 4. Januar 1997 | Vereinigte Staaten | Südafrika   | 2:1      | Herreneinzel           | Justin Gimelstob       | Wayne Ferreira    | 4:6, 64:7      |
| 4. Januar 1997 | Vereinigte Staaten | Südafrika   | 2:1      | Mixed                  | Rubin, Gimelstob       | Coetzer, Ferreira | 3:6, 6:2, 7:5  |